# Talk Show (groupe)
Talk Show est un groupe de rock alternatif américain composé de Dave Coutts (chant), Dean DeLeo (guitare), Robert DeLeo (basse), et Eric Kretz (batterie).

## Biographie

### Origines (1995–1996)
En 1995, les Stone Temple Pilots connaissent de nombreuses tensions en interne, notamment à cause des problèmes récurrents de toxicomanie de leur chanteur Scott Weiland. Ce qui obligea le groupe à annuler de nombreux concerts de la tournée promotionnelle de l'album Tiny Music... Songs from the Vatican Gift Shop.
Las de cette ambiance dégradée dans le groupe, les frères DeLeo et Kertz décident de former un autre groupe, sans Weiland qui se consacrait à des projets soli en plus de ses aller/retours en cure de désintoxication. Ils appellent en renfort Dave Coutts (chanteur de Ten Inch Men que Robert DeLeo connaissait depuis les années 1980 pour avoir joué avec lui dans un groupe nommé Swing. Dave Coutts décline l'offre dans un premier temps, craignant de ne pas tenir la comparaison avec le charismatique chanteur des Stone Temple Pilots. La voix pop de Coutts n'étant pas sans rappeler celle de Freddie Mercury, tranchait avec le style grunge habituel des Stone Temple Pilots. Coutts se laissera finalement convaincre de rejoindre l'aventure. Avant l'enregistrement de leur album, plusieurs magazines informés de cette formation spéculaient sur le nom que porterait ce nouveau groupe. Des noms comme Shade, Vitamin et VO5 circulent, avant que le choix ne s'arrête sur Talk Show.

### Talk Show(1997–1998)
Dave Coutts s'intègre parfaitement au reste de la bande. Il s'impose comme un membre à part entière du groupe, s'impliquant dans l'écriture et la composition des chansons. 
Talk Show sort son album éponyme, et unique album, sur Atlantic Records en septembre 1997. L'album est enregistré aux Conway Recording Studios entre le 27 juillet et le 23 août 1996.
Le single Hello, Hello bénéficie d'un clip vidéo pour la télévision. À noter la participation sur l'album du bluesman John « Juke » Logan qui joue de l'harmonica sur le titre Peeling an Orange.

### Séparation (1999)
Malgré des critiques positives et le soutien de groupes médiatiques comme les Foo Fighters et Aerosmith (groupes dont Talk Show a assuré les premières parties lors de tournées aux États-Unis et au Canada), les ventes de l'album furent décevantes et il fut considéré comme un échec commercial. À la suite de cet échec, et malgré la diffusion promotionnelle d'un autre single Everybody Loves my Car sur les radios, Coutts quitta le groupe, et les frères DeLeo et Kretz reformèrent les Stone Temple Pilots.